# Hybrizon flavofacialis
Hybrizon flavofacialis är en stekelart som beskrevs av Vladimir Ivanovich Tobias 1988. Hybrizon flavofacialis ingår i släktet Hybrizon och familjen brokparasitsteklar. Inga underarter finns listade i Catalogue of Life.